# André Moosmann
André Moosmann, né le 20 avril 1910 dans le 19e arrondissement de Paris, ville où il est mort le 5 avril 1998 dans le 20e arrondissement de Paris, est un résistant et un journaliste français .

## Biographie
À l'issue de ses études, après avoir travaillé pour l'Institut français de Varsovie, il occupe un poste d’administrateur civil au ministère du Travail. Résistant, il est un des créateurs du N.A.P au ministère du Travail où il organise en 1944 le Comité de la Résistance du Travail, le groupe Berty Albrecht. 
Après la guerre, il devient journaliste. Chef de la section polonaise de la Radiodiffusion française de juillet 1945 à mars 1963,. Rédacteur en chef chargé des émissions vers l'Est de mars 1963 à décembre 1974. Il refuse la direction du bureau de Moscou qui lui a été proposée et poursuit ses activités au sein de la Direction des Affaires extérieures et de la coopération (DAEC). Il est alors rédacteur en chef Europe.
Cofondateur du CRETE avec Jean Masbou, organisme qui rassembla durant la guerre froide l'ensemble des correspondants des radios et télévisions étrangères en poste à Paris.
Il est le père du réalisateur Daniel Moosmann.

## Publications
- Histoire des émissions internationales de la radiodiffusion française, éd. RFI, Paris, 1981.
- Histoire des émissions internationales de Radio France, 1983[12]

### Sources
- Robert Prot, Dictionnaire de la Radio, éd. Presses Universitaires de Grenoble, 1998,
- Daniel Beauvois (red.), La Presse polonaise en France, p. 244-272, éd. Université de Lille III, 1988
- Rayonnement Culturel Polonais : bulletin intérieur no 37, mars 1998,  En mémoire d’André Moosmann (1910 – 1998), ancien rédacteur en chef des émissions vers l’Est de la Radiodiffusion française.
- Archives de la D.A.E.C et de R.F.I(1963-1981)